# Rodrigo zu Dohna-Finckenstein
Rodrigo zu Dohna-Finckenstein, né le 3 novembre 1815 au château de Finckenstein, arrondissement de Mohrungen (de) où il est mort le 9 avril 1900, est un grand propriétaire foncier et homme politique allemand.

## Biographie
Il est issu de la lignée Dohna-Schlobitten de la famille noble prussienne Dohna. Il est le fils du fidéicommis Alexander Fabian zu Dohna-Schlobitten (1781-1850) et de sa femme Theophile Burggräfin zu Dohna-Lauck (1786-1855). Il est aussi le neveu du ministre de l'Intérieur Friedrich Ferdinand Alexander zu Dohna-Schlobitten.
Célibataire, il n'a pas eu de descendance.
Il étudie la théorie du droit à l'Université rhénane Frédéric-Guillaume de Bonn. En 1838, il entre au corps Borussia Bonn puis étudie à l'Université Humboldt de Berlin. Administrateur de son district natal de Rosenberg de 1845 à 1851, en 1850, il hérite du fidéicommis de son père ainsi que du domaine de Görken dans le quartier de Mohrungen. Il occupe ensuite des mandats politiques dans la province de Prusse-Orientale et dans l'Empire allemand. En 1851-1852, il est député de la Chambre des représentants de Prusse et en 1868, devient député du Reichstag pour la 2e circonscription du district de Marienwerder (de) (Rosenberg-Löbau (de)). 
Dohna a également occuper ce siège au Reichstag (Empire allemand) en 1871. Il est député du Reichstag jusqu'en 1887. Dohna représentait le Parti conservateur allemand. En 1860, le roi Guillaume le nomme à vie à la Chambre des seigneurs de Prusse. 
Il devient chambellan, chevalier honoraire de l'Ordre de Saint-Jean, membre honoraire du corps du Borussia Bonn et, en 1879, burgrave de la forteresse teutonique de Marienbourg ainsi que capitaine du château.